# Conflitos intercomunitários na Nigéria
Os conflitos intercomunitários   na Nigéria podem ser divididos em:
- conflitos étnicos, atribuídos a atores divididos principalmente por comunidades e identidades culturais, étnicas ou religiosas, como casos de violência religiosa entre comunidades cristãs e muçulmanas;
- conflitos de pastores e fazendeiros, que geralmente envolvem disputas por terras e/ou gado entre pastores (em particular os fulas ou hauçás) e fazendeiros (em particular tives ou taroques).

Os estados mais afetados são os do Cinturão médio da Nigéria como Benue, Taraba e Plateau.
A violência atingiu dois picos em 2004 e 2011 com cerca de 2.000 mortes nesses anos.

## Conflitos de pastores e fazendeiros
Desde o estabelecimento da Quarta República da Nigéria em 1999, a violência entre pastores e fazendeiros matou milhares de pessoas e deslocou outras dezenas de milhares. Seguiu-se uma tendência no aumento dos conflitos entre pastores e fazendeiros em grande parte do Sahel ocidental, devido à expansão da população agrícola e das terras cultivadas à custa de pastagens; deterioração das condições ambientais, desertificação e degradação do solo; colapso dos mecanismos tradicionais de resolução de conflitos de disputas terrestres e hídricas; e proliferação de armas de pequeno porte e crimes nas áreas rurais. A insegurança e a violência levaram muitas populações a criar forças de autodefesa e milícias étnicas, que se envolveram em mais violência. A maioria dos confrontos ocorrem entre pastores fulas muçulmanos e camponeses cristãos, exacerbando hostilidades etnorreligiosas. Esses conflitos entre grupos armados cada vez mais sofisticados provocaram centenas de mortes em 2016.
De acordo com o Global Terrorism Index, os militantes fulas foram o quarto grupo terrorista mais mortal em 2014, usando metralhadoras e ataques às aldeias para assaltar e intimidar os agricultores. Depois de matar cerca de 80 pessoas no total de 2010 a 2013, eles mataram 1.229 em 2014. A maioria das mortes ocorreu no Cinturão Médio da Nigéria, em particular nos estados de Benue, Kaduna, Nasarawa, Plateau e Taraba, que registrou 847 mortes. O estado de Zamfara, no cinturão do norte, registrou 229 mortes. Além dos ataques, militantes fulas também estiveram envolvidos em conflitos armados não estatais com grupos de comunidades agrícolas dos Eggon, Jucuns e Tives. Estes conflitos resultaram em 712 mortes.
No ano de 2016 ocorreram outros incidentes em Agatu, Benue e Nimbo, estado de Enugu.

## Outros exemplos
Existem casos adicionais de violência étnica na Nigéria; estes são frequentemente tumultos urbanos ou, por exemplo, os distúrbios entre iorubás e hauçás em Lagos, o massacre dos ibos em 1966 ou os confrontos entre os itsequiris e os ijós no estado do Delta. Outros são conflitos de terra entre vizinhos, como os confrontos entre os Ilê-Ifé e Modakeke no final da década de 1990 e no estado de Ebonyi em 2011.